# Ethan Zuckerman
Ethan Zuckerman és un estudiós dels mitjans de comunicació de massa, bloguer i ciberactivista estatunidenc. És el director del Center for Civic Media del MIT.

## Biografia
Ethan Zuckerman es va graduar al Williams College, situat a Williamstown (Massachusetts), va viure un any a Accra (Ghana) gràcies al Programa Fulbright, i actualment resideix a Lanesborough (Massachusetts).
Zuckerman va ser un dels primers membres de l'equip de Tripod.com, una de les primeres empreses «punt com» reeixides, i va ser fundador, més tard, de Geekcorps i Global Voices Online. Gràcies a la seva feina a Geekcorps, va guanyar el 2002 el premi de la publicació Technology Review del MIT en la categoria de tecnologia al servei de la humanitat.
Zuckerman ha estat investigador sènior (senior researcher) al Berkman Center for Internet & Society, centre on ja n'era membre. De la feina feta amb aquesta entitat destaca la investigació en l'atenció de la premsa mundial, així com la cofundadació de Global Voices Online, amb Rebecca MacKinnon, i de l'eina d'anàlisi de la cobertura dels mitjans de comunicació estatunidencs Media Cloud. També va ser col·laborador de Worldchanging, on va exercir de president del consell administratiu.
El gener de 2007 va entrar a formar part del Consell Assessor de la Fundació Wikimedia. El 2008 va encunyar la teoria coneguda en anglès com a cute cat theory of digital activism, que postula que la majoria de la gent no està interessada en el ciberactivisme, però en canvi vol utilitzar Internet per a les activitats mundanes, com consumir pornografia i lolcats (cute cats). El 2011 va ser inclòs per la revista Foreign Policy a la llista anual dels pensadors més destacats del món, on va tenir la «millor idea»: «El món no és pla i la globalització és només el principi, cosa que significa que tenim temps per canviar el que estem fent i fer-ho bé». El mes de setembre del mateix any va ser nomenat director del Center for Civic Media del MIT.
Zuckerman és al consell d'administració d'Ushahidi, Global Voices Online, i l'empresa ghanesa sense ànim de lucre PenPlusBytes.